# Katedra w Pawii
Katedra w Pawii (wł.: Cattedrale di Santo Stefano Martire lub krócej Duomo di Pavia) – kościół rzymskokatolicki w Pawii (Lombardia, Włochy) poświęcony świętemu Szczepanowi Męczennikowi. Katedra zlokalizowana jest w centrum miasta, około 300 m na południowy zachód od Uniwersytetu w Pawii. Świątynia jest siedzibą diecezji Pawia.

## Historia
Katedra ufundowana została 29 czerwca 1488 i rozpoczęto prace budowlane pod przewodem architekta Cristoforo Rocchiego, jednak szybko zastąpili go Giovanni Antonio Amadeo (znany między innymi z udziału w dekorowaniu katedry w Mediolanie) oraz Gian Giacomo Dolcebuono. Swój wkład w projekt miał również Leonardo da Vinci.

## Architektura
Kościół zbudowany jest na planie krzyża greckiego, a więc długość i szerokość budowli są zbliżone. Oba wymiary mają około 84 m. Katedra należy do największych budowli w północnych Włoszech. Ośmiokątna, centralnie położona kopuła ma 97 m wysokości, a jej wagę szacuje się na 20.000 ton, co czyni ją czwartą pod względem wielkości we Włoszech, po bazylice św. Piotra w Watykanie, Panteonie oraz katedrze we Florencji.